# 五條郵便局
五條郵便局（ごじょうゆうびんきょく）は、奈良県五條市にある郵便局。民営化以前の分類では集配普通郵便局であった。

## 概要
住所：〒637-8799 奈良県五條市須恵3-8-30

## 沿革
- 1872年2月3日（明治4年12月25日） - 五條郵便取扱所として開設[1]。
- 1874年（明治7年）7月 - 五條郵便役所となる。
- 1875年（明治8年）1月1日 - 五條郵便局（五等）となる。同年、為替取扱を開始。
- 1878年（明治11年） - 貯金取扱を開始。
- 1894年（明治27年）3月25日 - 五條郵便電信局となる。
- 1903年（明治36年）4月1日 - 通信官署官制の施行に伴い五條郵便局となる。
- 19xx年 - 五条郵便局に改称。
- 1957年（昭和32年）5月13日 - 電話通話および和文電報受付事務の取扱を開始[2]。
- 1974年（昭和49年）3月25日 - 五條市本町二丁目から、同市須恵三丁目に局舎を新築、移転。
- 1999年（平成11年） - 外国通貨の両替および旅行小切手の売買に関する業務取扱を開始。
- 2002年（平成14年）7月1日 - 五條郵便局に改称[3]。
- 2007年（平成19年）3月12日 - 賀名生（あのう）郵便局から「637-01xx」区域の集配業務を移管[4]。
- 2007年（平成19年）10月1日 - 民営化に伴い、併設された郵便事業五條支店に一部業務を移管。
- 2012年（平成24年）10月1日 - 日本郵便株式会社発足に伴い、郵便事業五條支店を五條郵便局に統合。
- 2022年（令和4年）4月1日-かんぽサービス部を設置。

## 取扱内容
- 郵便、印紙、ゆうパック、内容証明
- 貯金、為替、振替、振込、国際送金、国債、投資信託
- 生命保険、バイク自賠責保険、自動車保険
- ゆうちょ銀行ATM（ホリデーサービス実施）
- 「637-00xx」「637-01xx」区域（五條市（合併以前からの五條市域の全域、旧吉野郡西吉野村北西部域））の集配業務
- ゆうゆう窓口

## 風景印
- 図柄は国宝・栄山寺八角堂と吉野桜。局名表記は「五條」
- 使用開始日は2002年（平成14年）7月1日

## 周辺
- 五條サティ
- 国道168号
- 国道310号
- 吉野川

## アクセス
- JR和歌山線 五条駅から南へ200m（徒歩約5分）
- 奈良交通バス 五條バスセンターから西へ200m
- 京奈和自動車道（五條道路） 五條ICから南東へ約2km
- 国道24号 五條三丁目交差点を北へすぐ
- 駐車場あり：11台